# Santa Maria della Grazia
Santa Maria della Grazia, auch Santa Maria della Cavana oder einfach la Grazia ist eine Insel in der Lagune von Venedig. Sie hat eine Fläche von 3,81 Hektar und liegt 345 Meter südöstlich der Giudecca. 610 Meter weiter südlich liegt die Insel San Clemente und 1100 Meter östlich die Insel San Servolo.

## Geschichte
Mit Genehmigung vom 12. Oktober 1264 wurde die Insel Sitz eines Gasthauses für Pilger ins Heilige Land. Marco Bollani, Abt von San Giorgio Maggiore, beauftragte einen Lorenzo, dort ein entsprechendes Kloster einzurichten, das später die 1405 gegründete Kongregation der Eremiti di San Girolamo aus Fiesole unterhielt; sie bestand bis 1668.
Später übernahmen Kapuzinerinnen das Kloster, bis zur Aufhebung der Orden durch Napoleon im Jahr 1806. Die Insel versandete, weil dort über lange Zeit Bauschutt versenkt wurde. 1849 explodierte ein dort angelegtes Pulvermagazin. Bis ins 20. Jahrhundert wurden dort Kranke mit hochansteckenden Krankheiten unter Quarantäne gestellt.
Anfang 2010 wurde die Insel verkauft.